# Dyluwializm
Dyluwializm (łac. diluvium potop) – koncepcja formowania Ziemi łącząca badania geologiczne z opisem biblijnego potopu. Popularna od XVII w. do końca XIX w. W XIX wieku wchodziła w skład teologii naturalnej. Obecnie ma charakter wyłącznie konfesyjny, sporadycznie wykładana na amerykańskich uczelniach należących do związków wyznaniowych – element kreacjonizmu.
Klasycznym przedstawicielem dyluwializmu był Thomas Burnett, który  łącząc argumenty biblijne z własnymi rozważaniami opartymi między innymi na lekturze Kartezjuszua w swojej pracy Sacred Theory of the Earth (1690) twierdzi, że rzeźba Ziemi została ukształtowana przez wody potopu w następstwie grzechów ludzkich, a przed potopem skorupa ziemska była idealnie gładka i symetryczna. Książka ta została przyjęta przez Kościół anglikański z uznaniem, przetłumaczona na wiele języków i umieszczona na listach “zalecanych lektur” na wielu protestanckich uczelniach.
Innym głosicielem tego poglądu był Johann Jakob Scheuchzer.